# Armata României
Forțele Armate Române sunt formate din trei categorii de arme: Forțele Terestre, Forțele Aeriene, Forțele Navale , aflate sub comanda Statului Major al Apărării, direct subordonat Ministerului Apărării Naționale. Pe timp de război, Președintele României este comandatul suprem al Forțelor Armate. Ministerul Apărării Naționale are prevăzute, potrivit proiectului pe 2009, cheltuieli în valoare de 7,65 miliarde de lei, respectiv 1,3% din PIB, ceea ce reprezintă cu aproximativ două miliarde de lei mai puțin față de suma prevazută în proiectul fostului Guvern Tăriceanu. Modernizarea armatei române necesită, în următorii 10 ani, 13 miliarde euro, doar pentru programele mari de înzestrare, planificate atât pentru forțele aeriene, cât și pentru cele terestre și navale. În prezent, numărul total de efective participante la misiuni internaționale este de 1601. Momentan, sunt trupe române în Bosnia și Herțegovina, Kosovo, Irak și Afganistan. Serviciul militar obligatoriu a fost suspendat din 2007.

## Istoric

### ÎnEvul Mediu
Armata fiecăreia din Țările Române era numită oaste.
Oastea, alcătuită din călărime și din pedestrime, se compunea din:
- oastea cea mică, care prin secolul al XV-lea ajunsese la circa 10.000 de oameni, formată din:
  - oastea domnului, care depindea direct de domnitor și era formată din curteni, țărani liberi (moșneni, răzeși), nemeși și târgoveți;
  - oastea feudalilor (steagurile marilor boieri), formată din slugile boierești.
- oastea cea mare, (care ajunsese la circa 40.000 de oameni) la care participa și o parte a țărănimii aservite.

Războaiele erau purtate, în general, de oastea cea mică și numai în cazuri deosebite, cu asentimentul sfatului domnesc, era adunată oastea cea mare.
Comandantul oștii era domnul țării (în Transilvania voievodul), iar în lipsa acestuia, de regulă, marele vornic, dar domnitorul putea să încredințeze comanda militară supremă oricăruia dintre dregători.
În secolul al XIV-lea și în prima jumătate a secolului al XV-lea, baza oștii o constituiau cetele (steagurile) boierești, în a doua jumătate a secolului al XV-lea și prima jumătate a secolului al XVI-lea cetele de curteni, iar în a doua jumătate a secolului al XVI-lea și prima jumătate a secolului al XVII-lea slujitorii (categorie privilegiată, cu obligații militare).
Unii locuitori din ținuturile de margine aveau funcții militare de pază a granițelor; astfel, în Moldova erau străjerii, în Țara Românească plăieșii, iar în amândouă țările călărașii, împărțiți în steaguri.
Începând din secolul al XVI-lea, în oștirea Țărilor Române apar unități de mercenari (lefegii) poloni, lituani, unguri, secui, sași, nemți, cazaci, turci, bulgari și chiar francezi, italieni și valoni.
Armamentul majorității ostașilor, în afară de câteva sute de boieri înzăuați și cu armament greu, cuprindea arcul cu săgeți, sulița, sabia, ghioaga, securea, scutul, iar pe la sfârșitul secolului al XV-lea sânețele și "pușcile".
Cum războaiele se purtau mai ales vara, obligativitatea serviciului militar era pe la Sfântul Gheorghe (23 aprilie) până la Sfântul Dimitrie (26 octombrie), intervalul în care cei cu datorii militare trebuia să fie pregătiți pentru orice chemare.

### În epoca modernă
La 12/24 noiembrie 1859, prin Înaltul Ordin de Zi nr. 83, al domnitorului Alexandru Ioan Cuza, este înființat Statul Major General. Bazele moderne ale constituirii și consacrării Forțelor Terestre pot fi plasate în timp din cea de-a doua jumătate a secolului al XIX-lea. Aviația militară română a luat ființă în anul 1910 datorită colaborării societății civile cu Ministerul de Război, iar primul avion militar de concepție și construcție românească, proiectat de inginerul aviator Aurel Vlaicu și realizat la Arsenalul Armatei, a zburat la 17 iunie 1910. După unirea Principatelor Române, în anul 1859, s-a acționat pentru contopirea flotelor din Moldova și Muntenia și organizarea unei structuri navale unitare ce s-a numit Corpul Flotilei. Prima flotilă militară a statului român a avut în compunere 6 salupe-canoniere și era dispusă în 6 baze, în porturile Chilia, Ismail, Galați, Brăila, Giurgiu și Calafat. NMS Delfinul este numele primului din cele două submersibile cu acest nume ale Marinei Militare Române. Cel actual, numit tot „Delfinul” în memoria primului, a fost construit în URSS. Marina militară Română mai avea înainte de Al Doilea Război Mondial alte două submarine: Rechinul și Marsuinul.

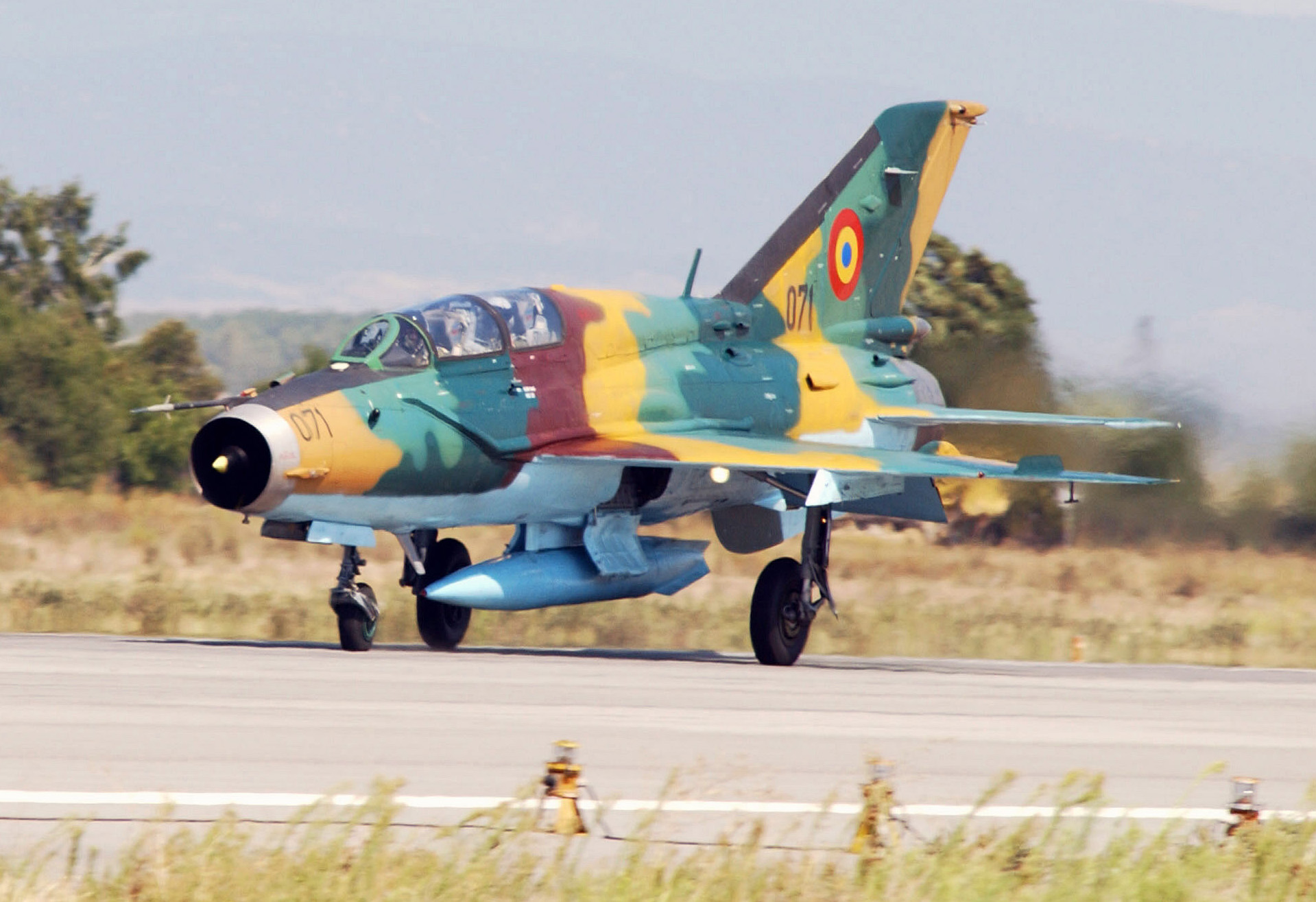
MIG 21 al Forțelor Aeriene Române

În Armata României, uniformele militare sunt purtate conform unui regulament. Toți militarii, indiferent de grad, inclusiv cei în rezervă și în retragere care au aprobare de a purta ținută militară, sunt obligați să cunoască și să aplice prevederile acestuia privind ținutele. Etapele de evoluție a uniformelor militare românești sunt legate de momente ale organizării armatei și reflectă caracterele epocii. Distincțiile militare onorifice sunt însemne care simbolizează aprecierea faptelor deosebite săvârșite în timpul îndeplinirii misiunilor militare. Ele cuprind embleme, insigne onorifice, plachete, denumiri onorifice și distincții de serviciu.
Clubul sportiv al armatei, Steaua, a fost înființat la 6 iunie 1947, pentru a continua într-un cadru instituționalizat vechea tradiție a practicării sportului în Armata României. În cei 60 de ani de existență, sportivii clubului s-au aflat în permanență printre protagoniștii întrecerilor naționale și internaționale.
În București se află Universitatea Națională de Apărare și Muzeul Militar Național.
În fiecare an, pe 25 octombrie se sărbătorește Ziua Armatei Române,      aniversându-se victoria finală pentru eliberarea Transilvaniei de Nord de sub ocupația horthystă (25 octombrie 1944). Sărbătorirea Zilei Armatei române este stipulată de Decretul nr. 381 din 01.10.1959. 
La 1 decembrie, de Ziua Națională a României, la București și la Alba-Iulia au loc numeroase parade militare.

## Serviciul militar
În România comunistă, serviciul militar era obligatoriu pentru toți cetățenii români, indiferent de sex, îndeplinindu-se în diferite forme (L14 din 28/12/72, art. 28).
Bărbații puteau fi chemați pentru îndeplinirea serviciului militar de la 20 la 50 de ani, iar femeile de la 18 la 45 de ani (L14 din 28/12/72, art. 29).
Admișii și admisele la facultate făceau armata la „termen redus”, băieții nouă luni înaintea primului an de facultate, iar studentele se inițiau în tainele trasului cu pușca pe durata studiilor.
La Universitate, în trei ani din totalul de patru, câte o zi pe săptămână era alocată milităriei.
Serviciul militar obligatoriu a fost suspendat prin Legea nr. 395/2005, începând cu 1 ianuarie 2007.

## Dotări
Ca urmare a aderării României la NATO în 2004, a urmat o perioadă de pregătiri intensive pentru transformarea armatei într-o instituție profesionistă până în anul 2007, urmând a avea 90.000 de angajați, dintre care aproximativ 75.000 de militari și 15.000 civili. Dintre cei 75.000, circa 45.800 vor reprezenta forțele terestre, circa 13.250 forțele aeriene și 6.800 forțele navale, restul de 8.800 având alte sarcini.
În prezent Armata Română trece printr-un proces de restructurare în trei stagii. Primul stagiu a fost completat în anul 2007. Anul 2015 marchează sfârșitul celui de-al doilea stagiu, când forțele armate vor fi reduse la 80.000 de oameni. Întregul proces este estimat să fie completat în 2025. Aceste modificări au ca scop modernizarea structurii forțelor armate, prin reducerea personalului și achiziționarea de tehnologie nouă și îmbunătățită, compatibilă cu standardele NATO.

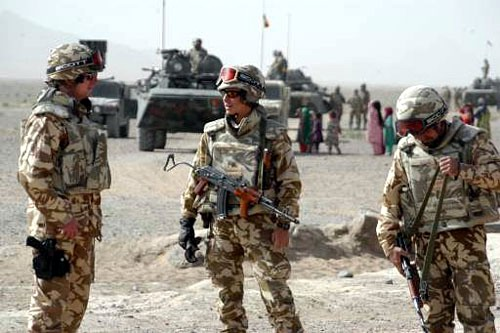
Trupe române în Afganistan

Potrivit unui material difuzat de Ministerul Apărării Naționale (MApN), prioritatea în domeniul achizițiilor de echipamente moderne o dețin forțele aeriene. O realizare a Forțelor Aeriene a fost modernizarea elicopterului IAR - 330 SOCAT, realizată cu ajutorul unei firme israeliene, care a dus la asigurarea interoperabilității cu sistemele NATO Tancul mijlociu românesc TR-85 M1 a intrat recent în dotarea Forțelor Terestre ale armatei române, el fiind varianta modernizată a principalului vehicul de luptă al infanteriei. Obiectivul principal al Statului Major al Forțelor Navale a fost și este achiziția, revitalizarea și modernizarea fregatelor Fregata Regele Ferdinand și Fregata Regina Maria. . În 2016 vor ajunge în România primele aeronave F-16 din cele 12 comandate ce urmează să înlocuiască aeronavele Mig-21 Lancer. România urmează să mai dea comandă de cel puțin încă 12 aeronave.

## Efective
Dacă înainte de 1990 România avea efective de 300.000 de militari, ulterior armata a fost restructurată, ajungând la un număr de aproximativ 100.000 în anul 2001.
În aprilie 2007, Armata Română avea în străinătate circa 1.700 de militari, din care 597 se aflau în Irak.
În septembrie 2011, România avea 1.800 de soldați în Afganistan.
În ianuarie 2009, trupele românești din Irak numărau 498 de militari,
iar efectivele au fost retrase complet la sfârșitul lunii iulie 2009.
În ianuarie 2010, în Afganistan se aflau 1.092 de militari români.
Cei mai mulți dintre aceștia (peste 900) erau implicați în misiuni de menținere a securității în regiunea Qalat, din sudul țării, una dintre cele mai periculoase zone. Acolo, atacurile insurgenților sunt aproape zilnice - în special cele cu dispozitive explozive improvizate, cu rachete sau cu mortiere.
La 8 aprilie 2010, președintele Traian Băsescu a anunțat la Praga creșterea efectivului românesc din Afganistan la 1.800 de militari.

## Controverse
De-a lungul timpului, achizițiile de tehnică militară au generat deseori controverse și scandaluri de presă.
Încă din secolul al XIX-lea, când aveau loc primele tentative de creare a unei forțe armate moderne în România, scandalurile, suspiciunile și acuzațiile legate de echipamentele achiziționate s-au ținut lanț.
Este celebră „Afacerea Skoda”, derulată în anii '20-'30 și bazată exact pe dorința de modernizare a armatei române, care a fost speculată de o serie de oficiali locali și oameni de afaceri străini.
Procedurile utilizate erau: costuri umflate, șpăgi și comisioane, licitații falsificate, clauze total defavorabile statului român.
„Afacerea Motorola” a avut loc în 1990, când, pentru o serie de echipamente de comunicații marca Motorola, Ministerul Apărării Naționale, condus pe atunci de Victor Atanasie Stănculescu, a cheltuit peste șase milioane de dolari.
Dacă ar fi fost cumpărate direct de la producător, stațiile de emisie-recepție respective ar fi costat doar 600.000 de dolari. 
Totuși, s-a preferat utilizarea a nu mai puțin de patru firme intermediare.
Cei zece inculpați (fostul ministru al Apărării Naționale și alți nouă oficiali sau oameni de afaceri implicați), acuzați de producerea unui prejudiciu de 6,1 milioane de dolari, au scapăt de pedeapsă pentru simplul motiv că, după ani întregi de tergiversări, fapta lor s-a prescris.
„Afacerea Puma” - în anul 1995, au fost achiziționate de la firma Armscor din Africa de Sud, 12 elicoptere Puma second hand, pentru care s-a plătit un comision de 3,6 milioane de dolari, adică mai mult de 40% din suma de 8,5 milioane achitată de statul român.
Atașatul economic al României la Pretoria, Benone Ghinea, ar fi primit, potrivit procurorilor, circa 800.000 de dolari.
Pe lista suspecților s-au mai aflat firmele Brașov Exports și Aircraft Consultants, doi cetățeni sud-africani, dar și un cont bancar din Luxemburg.
Ghinea, arestat în scurt timp, a fost condamnat la trei ani de închisoare, dar au existat informații conform cărora banii negri ar fi ajuns și mai sus în sistem.